# Nazarejczycy
Nazarejczycy (lub Nazorejczycy; greckie: Ναζωραῖοι) – nazwa nadana chrześcijanom w judaiźmie pierwszego wieku; pierwsze użycie tego terminu znajduje się w Dziejach Apostolskich (Dzieje 24:5), gdzie apostoł Paweł zostaje oskarżony przez Tertullusa przed rzymskim prokuratorem Antoniuszem Feliksem w Cezarei Nadmorskiej o bycie przywódcą sekty Nazarejczyków („πρωτοστάτην τε τῆς τῶν Ναζωραίων αἱρέσεως”). W tamtym czasie termin ten oznaczał po prostu wyznawców Jezusa z Nazaretu, podobnie jak hebrajski termin נוֹצְרִי‎ [czyt: nôṣrî] i arabski termin نَصْرَانِي [czyt: naṣrānī].
Później, w IV wieku termin ten zmienił swoje pierwotne znaczenie, na rzecz określenia nim grupy judeochrześcijan, o tej samej nazwie. Opisuje ich Epifaniusz z Salaminy, a później wspomina o nich Hieronim i Augustyn z Hippony.
Obecnie nazwą tą określają siebie chrześcijanie należący do protestanckiego Kościoła Nazarejczyka oraz oddziału Kościoła Apostolskiego.

## Termin "Nazarejczycy"
Polski termin „Nazarejczycy” jest powszechnie używany do tłumaczenia dwóch powiązanych greckich słów występujących w Nowym Testamencie: Nazorejczycy (greckie: Ναζωραῖος; [czyt: Nazōraios]; lub greckie: Ναζαραῖος; [czyt: Nazaraios]) i Nazarejczycy (greckie: Ναζαρηνός; [czyt. Nazarēnos]). Termin "Nazōraios" może mieć znaczenie religijne, a nie oznaczać miejsce pochodzenia, podczas gdy Nazarēnos "Ναζαρηνός" jest formą przymiotnikową wyrażenia "apo Nazaret" (polskie: z Nazaretu).
W języku arabskim jednak نَصْرَانِي [czyt: naṣrānī], nazwa nadana chrześcijanom w Koranie, może być interpretowana jako pochodząca od rdzenia czasownika نصر [czyt: naṣr], oznaczającego zwycięstwo lub wsparcie. Znaczenie tego słowa zostało zdefiniowane w surze Al Imran, wersecie 52, gdzie Jezus pyta, kto zostanie jego zwolennikiem (arabskie: Ansar-i) w imię Boga. Apostołowie (arabskie: Hawariyun) odpowiadają, że zostaną Ansarami. Ten sam rdzeń odnosi się również do Ansarów, którzy udzielili schronienia prorokowi Mahometowi w Medynie.

## Nazarejczycy w I wieku, jako określenie wszystkichchrześcijan
W tekście Nowego Testamentu nazwa „chrześcijanie” pojawia się trzykrotnie. Jej autorstwo zaś przypisuje się nawróconym poganom z Antiochii.Ponieważ jednak nazwa ta sugeruje uznanie Jezusa za Mesjasza, dlatego nigdy nie była używana przez Żydów. W Dziejach Apostolskich (Dz 24, 5) Tertullos napomykając o chrześcijanach nazywa ich „Nazarejczykami”.
Z perspektywy żydowskiej nazwą „Nazarejczycy” określani byli „chrześcijanie”. Termin ten jest nadal używany w nowoczesnym języku hebrajskim.

## Nazarejczycy od IV do XIII wieku, jako określenie grupyjudeochrześcijan
Według Epifaniusza w jego dziele "Panarion", Nazarejczycy z IV wieku byli pierwotnie Żydami nawróconymi przez Apostołów, którzy uciekli z Jerozolimy z powodu przepowiedni Jezusa o zbliżającym się oblężeniu miasta. Uciekli do Pelli w Perei (na północny wschód od Jerozolimy), a ostatecznie rozprzestrzenili się do Berei (dzisiejsze: Aleppo) i Baszanu, gdzie osiedlili się na stałe.
Nazarejczycy byli podobni do ebionitów, ponieważ uważali się za Żydów i przestrzegali Prawa Mojżeszowego. W przeciwieństwie do ebionitów, akceptowali oni niepokalane poczęcie. Wydaje się, że uważali Jezusa za proroka, jednakże liczniejsze świadectwa wcześniejszych ojców kościoła mogą wskazywać, że wierzyli oni również w boskość Jezusa.

### Ewangelia Nazarejczyków
Ewangelia Nazarejczyków to tytuł nadany fragmentom jednej z zaginionych ewangelii judeochrześcijańskich, częściowo zrekonstruowanej na podstawie pism Hieronima i innych pisarzy wszesnochrześcijańskich. Prawdopodbnie jest tożsama z Ewangelią Hebrajczyków.

Opis Ewangelii Nazarejczyków podaje Epifaniusz z Salaminy:
[Nazarejczycy] mają Ewangelię według Mateusza najpiękniejszą, po hebrajsku. U nich zachowała się ona jeszcze tak, jak została spisana na początku, to jest literami hebrajskimi. Ale nie wiem, czy zniesiono genealogię od Abrahama do Chrystusa.

### Nazarejczycy w IV, V i VI wieku
Opis Nazarejczyków z IV wieku podaje Epifaniusz z Salaminy:
Nazarejczycy nie różnią się w jakiś zasadniczy sposób od Żydów, skoro praktykują zwyczaj i doktrynę przepisaną przez żydowską Torę, oprócz tego, że wierzą w Mesjasza. Wierzą oni w zmartwychwstanie umarłych i w to, że wszechświat został stworzony przez Boga. Głoszą, że Bóg jest jeden, i że Jezus, Chrystus, jest Jego synem. Są bardzo uczeni w języku hebrajskim. Czytają Torę... Dlatego różnią się od Żydów i od chrześcijan; od tych pierwszych, ponieważ wierzą w Jehoszuę, Mesjasza; od prawdziwych zaś chrześcijan, ponieważ w dalszym ciągu praktykują żydowskie rytuały, jak np. obrzezanie, szabat i inne.
W IV wieku Hieronim odnosi się do Nazarejczyków jako do tych, „którzy przyjmują Mesjasza w taki sposób, że nie przestają przestrzegać starego Prawa”. W swoim Liście 75 do Augustyna napisał:
Co mam powiedzieć o ebionitach, którzy udają chrześcijan? Dzisiaj wśród Żydów we wszystkich synagogach Wschodu nadal istnieje herezja zwana Mineńską, która nadal jest potępiana przez faryzeuszy; [jej wyznawcy] są zwykle nazywani „Nazarejczykami”; wierzą oni, że Chrystus, syn Boży, narodził się z Dziewicy Maryi i uważają go za tego, który cierpiał pod Poncjuszem Piłatem i wstąpił do nieba, w co również wierzymy. Ale chociaż udają, że są zarówno Żydami, jak i chrześcijanami, nie są ani jednym, ani drugim.
Hieronim dostrzegał różnicę między Nazarejczykami a ebionitami, inną grupą judeochrześcijan, ale nie komentuje, czy żydowscy Nazarejczycy uważali się za „chrześcijan”, ani jak postrzegali siebie w kontekście opisów, których używa. Wyraźnie utożsamia ich z Nazarejczykami Filastriusza. Jego krytyka Nazarejczyków jest znacznie bardziej bezpośrednia i surowa niż krytyka Epifaniusza.

Poniższe wyznanie wiary pochodzi z kościoła w Konstantynopolu z tego samego okresu i potępia praktyki Nazarejczyków:
Wyrzekam się wszystkich zwyczajów, obrzędów, legalizmów, przaśników i ofiar z baranków Hebrajczyków oraz wszystkich innych świąt Hebrajczyków, ofiar, modlitw, pokropień, oczyszczeń, uświęceń i przebłagań oraz postów, nowiu księżyca, sabatów, przesądów, hymnów, śpiewów, obrzędów i synagog, a także potraw i napojów Hebrajczyków; jednym słowem, wyrzekam się wszystkiego, co żydowskie, każdego prawa, obrzędu i zwyczaju, a jeśli później zechcę zaprzeczyć i powrócić do żydowskich przesądów lub zostanę przyłapany na jedzeniu z Żydami, ucztowaniu z nimi lub potajemnym rozmowach i potępianiu religii chrześcijańskiej zamiast otwarcie ich obalać i potępiać ich próżną wiarę, niech drżenie Gechaziego przylgnie do mnie, a także kary prawne, do których przyznaję się jako odpowiedzialny. I niech będę przeklęty w przyszłym świecie, a moja dusza niech spocznie wraz z szatanem i diabłami”.

### Nazarejczycy w VII, VIII, IX i X wieku
Odon Lafontaine z Rewizjonistycznej Szkoły Studiów Islamskich wysunął hipotezę, że sekta ta przetrwała do VII wieku, kiedy to podjęła próbę przyspieszenia powrotu Jezusa jako Mesjasza Apokalipsy poprzez przetłumaczenie swoich pism świętych i lekcjonarzy na język arabski, rekrutację lokalnych arabskich chrześcijan, zdobycie Jerozolimy, odbudowę świątyni i wznowienie składania ofiar. Kiedy Jezus nie powrócił, doszedł do wniosku, że sytuacja ostatecznie wymknęła się spod kontroli, co doprowadziło do powstania Koranu i Islamu.

### Nazarejczycy w XI, XII i XIII wieku
Jeszcze w XI wieku kardynał Humbert z Mourmoutiers nadal odnosił się do Nazarejczyków jako do istniejącej w tamtym czasie grupy chrześcijan przestrzegających szabatu. Współcześni uczeni uważają, że kardynał Humbert odnosił się do passagian, co sugeruje, że Nazarejczycy istnieli jeszcze w XI wieku i później (katolickie pisma Bonacursusa zatytułowane: "Przeciw heretykom"). Uważa się, że Grzegorz z Bergamo około 1250 roku również pisał o Nazareńczykach jako passagianach.